# Eoastrapostilop
L'eoastrapostilop (Eoastrapostylops riolorense) és una espècie extinta de mamífer astrapoteri que visqué a Sud-amèrica durant el Paleocè superior, fa entre 55,8 i 58,7 milions d'anys. Se n'han trobat restes fòssils a la província argentina de Tucumán. Es tracta de l'única espècie del gènere Eoastrapostylops i de la família dels eoastrapostilòpids (Eoastrapostylopidae). És l'astrapoteri més petit i primitiu que es coneix. Tenia les dents postcanines de tipus lofoselenodont i dotades de corones baixes. El seu nom específic, riolorense, significa ‘del Río Loro’ en llatí.